# Cobarde
«Cobarde» es el tercer y último sencillo de la producción discográfica 6 de Yuridia. El tema ha sido compuesto por José Luis Roma (integrante de Río Roma), quien también es el compositor de los dos anteriores sencillo de este disco, Ya es muy tarde y Te equivocaste.
La canción también forma parte del primer álbum en vivo de la cantante, Primera fila.

## Promoción
Yuridia realizó una fuerte gira de promoción con este tercer sencillo, esto de la mano de OCESA Seitrack, por lo que fue invitada a diferentes programas; tales como Sabadazo de Televisa, siendo este su debut como artista perteneciente a las filas de la más grande televisora de México. 
Su tema logró posicionase en lugares como Centroamérica y el Caribe. En 2018, se certificó con triple disco de platino en México.

## Videoclip
El videoclip de esta canción fue estrenado el 2 de septiembre de 2016. Su video, es hasta la fecha, el con menor cantidad de reproducciones, en su cuenta oficial en la plataforma Youtube. Algunos fanes aseguraban que el videoclip no iba acorde a con la potencia de la canción, puesto que se percibía más como un 'Detrás de cámara', que como un video oficial.[cita requerida]

## Posición en listas
| Listas (2018)                        | Posición alcanzada |
| ------------------------------------ | ------------------ |
| Billboard México Airplay             | 29                 |
| Billboard México Pop Español Airplay | 3                  |

## Certificaciones
| País   | Organismo certificador | Certificación | Ref.  |
| ------ | ---------------------- | ------------- | ----- |
| México | AMPROFON               | 3x Platino    | [ 4 ] |